# (785) Zwetana
(785) Zwetana ist ein Asteroid des Hauptgürtels, der am 30. März 1914 vom deutschen Astronomen Adam Massinger in Heidelberg entdeckt wurde.
Der Asteroid wurde nach Tsvetana Popova, der Tochter von K. Popov aus Sofia, Bulgarien benannt.
Weitere Bahnparameter (9. Dezember 2014) sind:
- Länge des aufsteigenden Knotens: 71,893°
- Argument des Perihels: 131,557°